# Philippe Goldberg
Philippe Goldberg (Etterbeek, 10 mei 1979) was een Belgisch hockeyer.

## Levensloop
Goldberg was aangesloten bij Royal Beerschot THC. Daarnaast was hij actief bij het Belgisch hockeyteam. In deze hoedanigheid nam hij onder meer deel aan de Olympische Zomerspelen van 2008. De nationale ploeg had zich hiervoor gekwalificeerd (voor het eerst in 32 jaar) door toenmalig wereldkampioen Duitsland te verslaan in de troostfinale van het Europees kampioenschap van 2007.
Na zijn spelerscarrière was Goldberg onder meer assistent-coach van de nationale ploeg en Braxgata HC. Zijn broer John is eveneens actief als hockeycoach.